# Campeonato Sul-Mato-Grossense de Futebol de 2015
O Campeonato Sul-Mato-Grossense de 2015 foi a trigésima sétima edição desta competição futebolística organizada pela Federação de Futebol de Mato Grosso do Sul.
O título desta edição ficou com o Comercial,  que conquistou o campeonato após vencer o Ivinhema na decisão pelo placar agregado de 3–2. Este foi o nono título do Comercial na história da competição, que também garantiu ao clube o direito de disputar a Copa do Brasil de 2016 e a Série D de 2015.
O rebaixamento para a Série B começou a ser definido na penúltima rodada da fase inicial, quando o CENE empatou sem gols com o Misto. Esta foi a primeira vez na história do futebol sul-mato-grossense que o atual campeão do torneio é rebaixado no ano seguinte. Já o Ubiratan completou a relação dos clubes rebaixados após um revés para o Águia Negra na última rodada.

## Formato e participantes
O regulamento do Campeonato Sul-Mato-Grossense de 2015 permaneceu semelhante ao do ano anterior: numa primeira fase, as doze agremiações foram divididas em dois grupos, pelos quais disputaram jogos de turno e returno contra os adversários do próprio chaveamento. Os quatro melhores de cada grupo classificaram-se para as quartas de final, disputadas em partidas eliminatórias com os vencedores dos confrontos avançando até a final. Os catorze participantes dessa edição foram:
- Águia Negra
- CENE
- Chapadão
- Comercial
- Corumbaense
- Costa Rica
- Ivinhema
- Misto
- Naviraiense
- Novoperário
- Sete de Dourados
- Ubiratan

## Resultados
Os resultados das partidas da competição estão apresentados nos chaveamentos abaixo. A primeira fase foi disputada por pontos corridos, com os seguintes critérios de desempates sendo adotados em caso de igualdades: número de vitórias, saldo de gols, número de gols marcados, confronto direto entre duas equipes e, caso necessário, a realização duma partida de desempate. Por outro lado, as fases eliminatórias consistiram de partidas de ida e volta, as equipes mandantes da primeira partida estão destacadas em itálico e as vencedoras do confronto, em negrito. Conforme preestabelecido no regulamento, o resultado agregado das duas partidas definiram quem avançou à final, que foi disputada por Comercial e Ivinhema e vencida pela primeira equipe, que se tornou campeã da edição.

### Fases finais
|  | Quartas de final         | Quartas de final         | Quartas de final         | Quartas de final         |   |              | Semifinais       | Semifinais       | Semifinais       | Semifinais       |  |              | Final                   | Final                   | Final                   | Final                   |  |  |
|  | 28 de março a 5 de abril | 28 de março a 5 de abril | 28 de março a 5 de abril | 28 de março a 5 de abril |   |              | 11 a 19 de abril | 11 a 19 de abril | 11 a 19 de abril | 11 a 19 de abril |  |              | 26 de abril e 3 de maio | 26 de abril e 3 de maio | 26 de abril e 3 de maio | 26 de abril e 3 de maio |  |  |
|  |                          |                          |                          |                          |   |              |                  |                  |                  |                  |  |              |                         |                         |                         |                         |  |  |
|  | Comercial-MS             | 2                        | 2                        | 4                        |   |              |                  |                  |                  |                  |  |              |                         |                         |                         |                         |  |  |
|  | Águia Negra              | 0                        | 3                        | 3                        |   |              |                  |                  |                  |                  |  |              |                         |                         |                         |                         |  |  |
|  | Águia Negra              | 0                        | 3                        | 3                        |   | Comercial-MS | 1                | 3                | 4                |                  |  |              |                         |                         |                         |                         |  |  |
|  |                          |                          |                          |                          |   | Comercial-MS | 1                | 3                | 4                |                  |  |              |                         |                         |                         |                         |  |  |
|  |                          | Naviraiense              | 1                        | 2                        | 3 |              |                  |                  |                  |                  |  |              |                         |                         |                         |                         |  |  |
|  | Naviraiense              | Naviraiense              | 1                        | 2                        | 3 | 1            | 1                | 2                |                  |                  |  |              |                         |                         |                         |                         |  |  |
|  | Naviraiense              |                          |                          |                          |   | 1            | 1                | 2                |                  |                  |  |              |                         |                         |                         |                         |  |  |
|  | Costa Rica               | 1                        | 0                        | 1                        |   |              |                  |                  |                  |                  |  |              |                         |                         |                         |                         |  |  |
|  | Costa Rica               | 1                        | 0                        | 1                        |   |              |                  |                  |                  |                  |  | Comercial-MS | 0                       | 3                       | 3                       |                         |  |  |
|  |                          |                          |                          |                          |   |              |                  |                  |                  |                  |  | Comercial-MS | 0                       | 3                       | 3                       |                         |  |  |
|  |                          | Ivinhema                 | 0                        | 2                        | 2 |              |                  |                  |                  |                  |  |              |                         |                         |                         |                         |  |  |
|  | Corumbaense              | Ivinhema                 | 0                        | 2                        | 2 | 2            | 3                | 5                |                  |                  |  |              |                         |                         |                         |                         |  |  |
|  | Corumbaense              |                          |                          |                          |   | 2            | 3                | 5                |                  |                  |  |              |                         |                         |                         |                         |  |  |
|  | Chapadão                 | 1                        | 2                        | 3                        |   |              |                  |                  |                  |                  |  |              |                         |                         |                         |                         |  |  |
|  | Chapadão                 | 1                        | 2                        | 3                        |   | Corumbaense  | 1                | 0                | 1                |                  |  |              |                         |                         |                         |                         |  |  |
|  |                          |                          |                          |                          |   | Corumbaense  | 1                | 0                | 1                |                  |  |              |                         |                         |                         |                         |  |  |
|  |                          | Ivinhema                 | 1                        | 2                        | 3 |              |                  |                  |                  |                  |  |              |                         |                         |                         |                         |  |  |
|  | Novoperário              | Ivinhema                 | 1                        | 2                        | 3 | 0            | 0                | 0                |                  |                  |  |              |                         |                         |                         |                         |  |  |
|  | Novoperário              |                          |                          |                          |   | 0            | 0                | 0                |                  |                  |  |              |                         |                         |                         |                         |  |  |
|  | Ivinhema                 | 2                        | 3                        | 5                        |   |              |                  |                  |                  |                  |  |              |                         |                         |                         |                         |  |  |